# جورج دبليو. هالي
جورج دبليو. هالي (بالإنجليزية: George W. Haley)‏ هو دبلوماسي ومحامي وسياسي أمريكي، ولد في 28 أغسطس 1925 في هينينغ في الولايات المتحدة، وتوفي في 13 مايو 2015 في الولايات المتحدة. حزبياً، نشط في الحزب الجمهوري. وقد انتخب عضو مجلس ولاية كانساس.